# Yingli
Yingli (英利S, Yīnglì Lǜsè Néngyuán Kònggǔ Yǒuxiàn GōngsīP) è un'impresa di energia solare e produttrice di impianti fotovoltaici. L'azienda sviluppa, produce e vende moduli solari sotto il marchio Yingli Solar in Germania, Spagna, Italia, Grecia, Francia, Corea del Sud, Cina, Giappone, Australia e Stati Uniti.
Ha sede a Baoding in Cina e 21 filiali all'estero.
La società è stata sponsor dei Mondiali di calcio 2014 ed è sponsor della squadra di calcio Bayern Monaco.